# Senur
Senur là một thị trấn thống kê (census town) của quận Vellore thuộc bang Tamil Nadu, Ấn Độ.

## Nhân khẩu
Theo điều tra dân số năm 2001 của Ấn Độ, Senur có dân số 7558 người. Phái nam chiếm 51% tổng số dân và phái nữ chiếm 49%. Senur có tỷ lệ 59% biết đọc biết viết, thấp hơn tỷ lệ trung bình toàn quốc là 59,5%: tỷ lệ cho phái nam là 66%, và tỷ lệ cho phái nữ là 51%. Tại Senur, 12% dân số nhỏ hơn 6 tuổi.